# Villanueva de Jiloca
Villanueva de Jiloca es una localidad y municipio español de la provincia de Zaragoza perteneciente a la comarca de Campo de Daroca, en la Comunidad Autónoma de Aragón.

## Geografía
Es una localidad que aparece camuflada entre pequeñas y agrestes colinas de monte bajo salpicadas de pinares, choperas y viñedos, ubicada entre huertas, frutales y dos apeaderos ferroviarios actualmente en desuso, pertenecientes a la antigua línea férrea que comunicaba Villanueva de Jiloca con Teruel y Zaragoza. 
Integrado en la comarca de Campo de Daroca, se sitúa a 91 kilómetros de la capital provincial. El término municipal está atravesado por la carretera N-234.
El relieve del municipio está definido por el río Jiloca junto con el terreno irregular que limita el valle del río, por donde pasan algunos arroyos. La altitud oscila entre los 1000 metros al este y los 760 metros a orillas del río. El pueblo se alza a 768 metros sobre el nivel del mar. 
| Noroeste: Daroca                                   | Norte: Daroca                    | Noreste: Nombrevilla                 |
| Oeste: Daroca y Valdehorna                         |                                  | Este: San Martín del Río (Teruel)    |
| Suroeste: Valdehorna y San Martín del Río (Teruel) | Sur: San Martín del Río (Teruel) | Sureste: San Martín del Río (Teruel) |

## Historia
En el año 1248, por privilegio de Jaime I, este lugar se desliga de la dependencia de Daroca, pasando a formar parte de Sesma del Campo de Gallocanta en la Comunidad de Aldeas de Daroca, que en 1838 fue disuelta.
La localidad fue la principal damnificada en las inundaciones del Jiloca de 1901, lo que motivó una campaña benéfica que se recuerda en el nomenclátor del municipio.

## Demografía
Villanueva de Jiloca cuenta con una población de 69 habitantes (INE 2024).
| Gráfica de evolución demográfica de Villanueva de Jiloca entre 1842 y 2021                                          |
| |
| Población de derecho según los censos de población del INE Población de hecho según los censos de población del INE |

### Urbanismo
A medida que la población fue creciendo, las edificaciones se construyeron hacia el barranco natural que cruza el pueblo y en una fase de crecimiento posterior las casas se construyeron al otro lado del barranco.
La superficie edificada llegó hasta las proximidades de la ribera del río formando un núcleo urbano desparramado pero con una disposición cómoda. La mayoría de las casas tenían un pequeño huerto regado por alguna de las dos acequias que cruzan el pueblo.
Al sur del barranco se reservó un espacio más amplio para construir los edificios públicos: el ayuntamiento, el horno, la lonja (que además hacía las veces de trinquete y cobertizo), el hospital de pobres y la cárcel.
Se canalizó el agua del manantial de la parte alta del pueblo con tubos de barro cocido o arcaduces hasta una fuente que data del siglo XVI construida en estilo renacentista en el año 1557 por el cantero cántabro Juan de la Peña por orden del Concejo de Villanueva.
Siguiendo el curso del barranco hacia el norte se construyó la Iglesia. De esta primera edificación poco conocemos porque solo se conserva un pequeño muro de mampostería y algunas piedras angulares ya que entre finales del siglo XVII y principios del siglo XVIII se derribó para ampliar el solar y construir la Iglesia actual.

## Administración y política
El ayuntamiento se encuentra en la plaza del Marqués Montemuzo (Plaza Mayor). Actualmente se encuentra recién reformado y en él tienen lugar los plenos y la gestión de los asuntos municipales. En este edificio que es polivalente, también se encuentran los archivos municipales y antaño albergaba la escuela de Villanueva de Jiloca. 
El núcleo de población que hoy comprende Villanueva de Jiloca se formó en la parte alta del pueblo, en la calle del Castillo. El nombre de esta importante calle se debe a que probablemente existió algún torreón de vigilancia construido para mantener la comunicación visual con Daroca y los puntos fortificados a ambos lados del río Jiloca hasta el castillo de Báguena.
| Período   | Alcalde                 | Partido |  |
| --------- | ----------------------- | ------- |  |
| 1979-1983 | Rafael Blasco Pasamón   | Ind.    |  |
| 1983-1987 | Ricardo Peligero        | PSOE    |  |
| 1987-1991 | Ricardo Peligero        | PSOE    |  |
| 1991-1995 | Ricardo Peligero        | PSOE    |  |
| 1995-1999 | Gustavo Serrano         | PSOE    |  |
| 1999-2003 | Rosario Blasco          | PP      |  |
| 2003-2007 | Rosario Blasco          | PP      |  |
| 2007-2011 | Rosario Blasco          | PP      |  |
| 2011-2015 | Rosario Blasco          | PP      |  |
| 2015-2019 | Rosario Blasco          | PP      |  |
| 2019-2023 | Basilia Torres Cuadrado | CHA     |  |
| 2023-     | Basilia Torres Cuadrado | CHA     |  |

| Partido político    | Partido político                                   | 1979   | 1983   | 1987   | 1991   | 1995   | 1999   | 2003   | 2007   | 2011   | 2015   | 2019   | 2023   |
| Partido político    | Partido político                                   | Ediles | Ediles | Ediles | Ediles | Ediles | Ediles | Ediles | Ediles | Ediles | Ediles | Ediles | Ediles |
|                     | Independientes                                     | 5      | —      | —      | —      | —      | —      | —      | —      | —      | —      | —      | —      |
|                     | Partido de los Socialistas de Aragón (PSOE-Aragón) | —      | 4      | 5      | 4      | 4      | 1      | 1      | —      | —      | —      | —      | 1      |
|                     | Partido Popular de Aragón (PP)                     | —      | 1      | —      | 1      | 1      | 4      | 4      | 1      | 2      | 2      | 1      | —      |
|                     | Partido Aragonés (PAR)                             | —      | —      | —      | —      | —      | —      | —      | —      | 1      | —      | —      | —      |
|                     | Chunta Aragonesista (CHA)                          | —      | —      | —      | —      | —      | —      | —      | —      | —      | 1      | 2      | 2      |
| Total de concejales | Total de concejales                                | 5      | 5      | 5      | 5      | 5      | 5      | 5      | 1      | 3      | 3      | 3      | 3      |

## Cultura

### Patrimonio

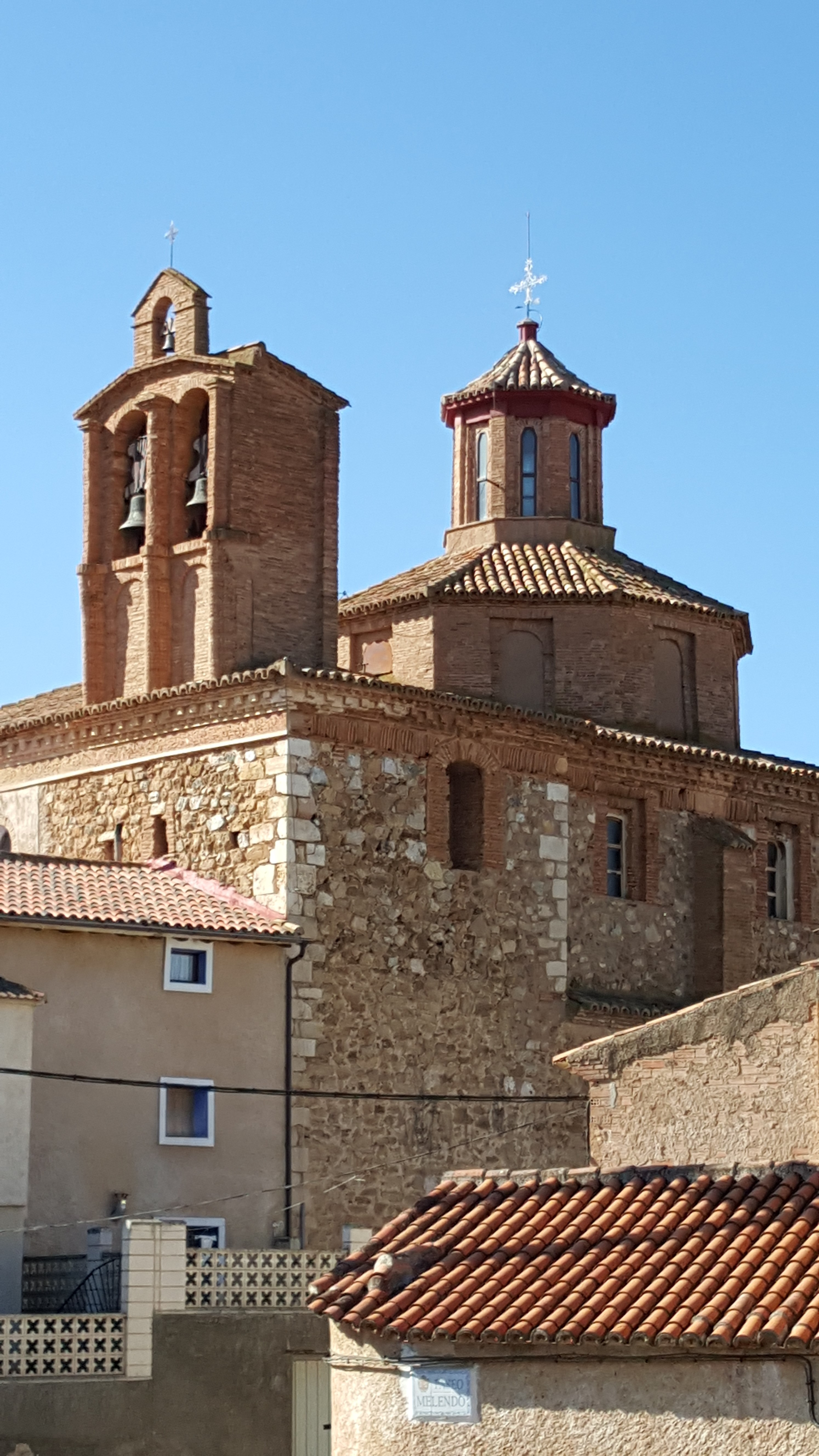
Iglesia de San Gil

La iglesia parroquial de San Gil, de estilo mudéjar, es la Iglesia de Villanueva de Jiloca, formada por techumbre a dos aguas, un pequeño ábside y un ajustado cimborrio de dos cuerpos decorados con arquillos ciegos. Consta además de un robusto campanario, rematado con otro de menor tamaño. La sobria fachada muestra un enorme arco de medio punto decorado con motivos geométricos, además de un enorme portón de madera. 
Flanqueando el portón encontramos adosado un arquitrabe decorativo con remates mudéjares de gran belleza. Encima de este conjunto hallamos cuatro vanos circulares, tres de ellos acristalados y el restante de muy pequeño tamaño. En la parte superior de la fachada se encuentra el típico remate mudéjar a base de ladrillos en disposición geométrica. El conjunto destaca por su sobriedad y clasicismo. Es posible visitar el interior únicamente durante las misas.
La gran iglesia que encontramos en la entrada del pueblo no es lo único que podemos visitar. Dentro de ella se encuentra también el museo diocesano. También cuenta con la ermita de San Bartolomé, a 1,5 km de distancia del pueblo, la cual tiene cerca el cementerio del pueblo. Dentro del pueblo, existe la ermita de la Virgen del Rosario.
En 2024 se inauguraron las nuevas piscinas en el parque, añadiendo también un bar en la zona. Existe otro bar, el cual está ubicado en la plaza.

### Fiestas
Las fiestas de este pueblo tienen lugar el primer fin de semana de agosto en honor a la Virgen del Rosario, con una duración aproximada de cinco días. En estas fiestas se va a Nombrevilla, un pueblo cercano y se pasa el día allí alabando a san Gregorio, también hay discomóviles y orquestas por las noches en el pabellón municipal, todo organizado por la comisión, la cual está formada por los más jóvenes y más veteranos del pueblo.

## Personas destacadas
- Arnaldo de Villanueva: Uno de los médicos y profesores más afamados de la historia de la Medicina, se describió a sí mismo como un "hombre silvestre, teórico ignoto y aldeano práctico" (homo sylvester, theoricus ignotus et practicus rusticanus), "nacido de un terruño desconocido y obscuro" (natus ex gleba ignobile et obscura). Estas son las afirmaciones de un hombre que fue embajador, médico y confidente de varios reyes, papas y magnates.

Las referencias acerca del origen de fray Villanueva son especialmente oscuras y embrolladas; referencias ocasionales y contradictorias hacen de Francia, Cataluña o Valencia la patria de fray Villanueva. El sabio Menéndez Pelayo escribió ya en 1880 que "el referir y contrariar los yerros cometidos por los biógrafos de Arnaldo sería prolijo y enfadoso".
Descubrimientos documentales recientes apuntan a Villanueva de Jiloca, cerca de Daroca, como el lugar de nacimiento del físico aragonés sin que se conozca la fecha exacta, rondando el año 1240. Sin embargo, muy pronto emigró, presumiblemente con su familia, al vecino reino de Valencia, poco tiempo antes conquistado por el rey Jaime I (entre 1225 y 1262) para los cristianos. En su capital fue tonsurado a los siete años, vivió y ejerció su profesión como médico, tuvo propiedades y profesó monja dominica su hija María (1291). De una longevidad inusual para la época, a caballo entre los siglos XIII y XIV, murió septuagenario, en 1311, en plena actividad diplomática y médica.
- Bartolomé Anento y Peligero: Maestro mercedario y profesor de la Universidad de Salamanca. Bartolomé Anento y Peligero nació en Villanueva de Jiloca, aldea de la comunidad de Daroca Daroca (Zaragoza), el 16 de abril de 1646. Sus padres fueron Gil Anento y Ana Peligero, quienes lo bautizaron el 18 del mismo mes, educándolo cristianamente.

Sus progresos en las letras eran tan asombrosos que a los once años ya era un consumado latino, humanista y poeta en latín y castellano. Siendo novicio, la comunidad mercedaria de San Lázaro acudió a recibir solemnemente al ilustre miembro de la Merced, fray Juan Cebrián quien era a su vez arzobispo de Zaragoza; cargo al que más tarde el rey Felipe IV unió el de virrey y capitán general del reino de Aragón.
- Cardenal Cascajares: Confesor de Isabel II.